# Helmer Olsson
Helmer Olsson, 13 januari 1906 i Önnestad, Skåne, död 16 oktober 1979 i Hammarby församling, Upplands Väsby kommun, var en svensk ämbetsman.
Olsson tog filosofie kandidatexamen vid Lunds universitet 1929. Han var lärare vid Fridhems folkhögskola i Svalöv 1929–1934 och vid Viskadalens folkhögskola i Seglora 1934–1938. Han var anställd vid Kooperativa förbundet 1938–1946 och blev byråchef vid Livsmedelskommissionen 1946. Vidare blev han föredragande vid folkhushållningsdepartementet 1947 och byråchef där 1948, tillförordnad expeditionschef 1948, föredragande vid jordbruksdepartementet 1949 och byråchef där 1951. Olsson var överdirektör och chef för Statens pris- och kartellnämnd 1957–1971, från 1965 med titeln generaldirektör.